# パッターニー県

パッターニー県
จังหวัดปัตตานี

- この項目は英語版を元に作成されています。

パッターニー県（パッターニーけん、タイ語: จังหวัดปัตตานี、マレー語: Patani、ジャウィ文字: ڤطاني）は、タイ王国南部（深南部）の県（チャンワット）の一つである。ナラーティワート県、ヤラー県、ソンクラー県と接する。

## 地理
パッターニーはマレー半島のタイランド湾側に位置する。

## 歴史
マレー半島北部・タイ南部には古くはヒンドゥー教を国教とするランカスカ王国（2世紀 - 14世紀）が栄えていた。
13世紀、ランカスカ王国がシュリーヴィジャヤ王国の属国となり、スマトラ島のパレンバンへ遷都した際に、パッタニーに独立王朝のパタニ王国（14世紀/1516年 - 1902年）が成立した。1516年にはポルトガル人の探検家ゴディーニョ・デ・エレディアがパタニを訪れたことから、西洋史では1516年に発見されたことになっている。
パタニ王国は、スコータイ王朝、アユタヤー王朝、チャックリー王朝と朝貢関係にあったが、1770年頃、ソンクラーを拠点にシャム軍が侵略して属国とした。バンコク王朝のチャックリー改革により半独立状態になっていたパタニ王国は廃止され、大英帝国との協定によってパッターニーはマレー人が多く住みながらも、タイの一部となった。
パタニ王国廃止直後から独立運動が盛んになり、2004年には多くの死者を出す武力衝突も起こっている。

## 民族
タイ族よりもマレー人が主に住み華人なども多い。また、パッターニーの住民の80%はムスリムである。

## 県章
県章にデザインされている大砲はパタニ王国の官吏・林道乾によって制作されたパヤー・ターニー（マレー語ではスリ・パタニ）である。以前パッターニーに設置されていたものであるが、1785年（タイ仏暦2328年）、バンコクに移された。現在防衛省本部の庁舎前に飾ってある。（大砲の詳細はラージャ・ビルを参照のこと。）
県花はハイビスカス（Hibiscus rosa-sinensis）、県木はタキアン（Hopea odorata）。

## 隣接する県
- ナラーティワート県
- ヤラー県
- ソンクラー県

## 行政区分
パッターニー県は12の郡（アンプー）があり、その下に115の町（タンボン）と、642の村（ムーバーン）がある。

パッターニー県の郡

1. ムアンパッターニー郡（タイ語: อำเภอเมืองปัตตานี、ジャウィ文字: ڤتتاني）
2. コークポー郡（タイ語版、英語版）（タイ語: อำเภอโคกโพธิ์）
3. ノーンチック郡（タイ語版、英語版）（タイ語: อำเภอหนองจิก）
4. パナーレ郡（タイ語版、英語版）（タイ語: อำเภอปะนาเระ）
5. マーヨー郡（タイ語版、英語版）（タイ語: อำเภอมายอ）
6. トゥンヤーンデーン郡（タイ語版、英語版）（タイ語: อำเภอทุ่งยางแดง）
7. サーイブリー郡（タイ語版、英語版）（タイ語: อำเภอสายบุรี、ジャウィ文字: تلوبن Teluban / سليندوڠ بايو Selindung Bayu）
8. マイケン郡（タイ語版、英語版）（タイ語: อำเภอไม้แก่น）
9. ヤリン郡（タイ語版、英語版）（タイ語: อำเภอยะหริ่ง Yaring、ジャウィ文字: جاريڠ Jaring）
10. ヤラン郡（タイ語版、英語版）（タイ語: อำเภอยะรัง）
11. カポー郡（タイ語版、英語版）（タイ語: อำเภอกะพ้อ）
12. メーラーン郡（タイ語版、英語版）（タイ語: อำเภอแม่ลาน）